# Acaulon integrifolium
Acaulon integrifolium är en bladmossart som beskrevs av C. Müller 1855. Acaulon integrifolium ingår i släktet pygmémossor, och familjen Pottiaceae. Inga underarter finns listade i Catalogue of Life.